# Careproctus albescens
Careproctus albescens är en fiskart som beskrevs av Barnard 1927. Careproctus albescens ingår i släktet Careproctus och familjen Liparidae. Inga underarter finns listade.